# FakeYou
FakeYou és una pàgina web de codi obert que fa servir la tecnologia deep fake, la qual funciona amb intel·ligència artificial, per generar, basant-se en textos proposats per l’usuari, àudios imitant (d’aquí la paraula fake, en anglès, fals) la veu de personatges famosos d’internet, televisió, cinema, política, videojocs, sèries d’animació, etc. El seu catàleg també conté veus de persones que no són famosos i en diversos idiomes.
El programari de FakeYou utilitza l'aprenentatge profund i la intel·ligència artificial per analitzar i comprendre el funcionament de la parla humana. Després, busca a les grans bases de dades informació que li servirà per poder reproduir la veu de la celebritat i, mitjançant algorismes, aprèn a imitar la veu desitjada de forma natural i acurada a la realitat.

## Funcions deFakeYou
FakeYou compta amb diverses funcions dins la pàgina web:

### Generació de veu
De text a veu: aquesta opció funciona mitjançant sistemes de síntesi de la parla (en anglès, text-to-speech o TTS). Es nodreix de la intel·ligència artificial per passar de text a veu. La IA interpreta el text escrit, identificant els trets lingüístics, i reprodueix una resposta d’àudio amb una veu sintetitzada. En el cas de FakeYou, la veu sintetitzada imita la forma de parlar de les celebritats o personatges de ficció que inclou en el seu catàleg. L’usuari redacta el text i el programa fa la lectura d’aquest i el reprodueix.
De veu a veu: en aquest cas, el programa parteix d’un arxiu d’àudio que el mateix usuari proporciona a la web. La IA interpreta l’arxiu i canvia les característiques de la veu original per les característiques de la veu de la persona o personatge a la qual es vol imitar.
Disseny d’una veu: aquesta opció proporciona a l’usuari l'oportunitat de crear una veu de IA que no estigui registrada al catàleg de veus (fins i tot pot ser la veu del mateix usuari). Aquesta nova veu es genera a partir de proporcionar al web diversos arxius de la veu que es vol clonar per tal que pugui aprendre com sona per poder interpretar-la i imitar-la.

### Animació de rostres
FakeYou té l'opció d'animar rostres a vídeos o fotografies; l’usuari ha de proporcionar una imatge i FakeYou crea un moviment als llavis de la imatge i el sincronitza amb la veu imitada per donar lloc a una imatge realista.
Altres funcions: FakeYou és capaç de modificar certes qualitats del so de l’àudio (com el to o la velocitat) i modificar les emocions en la imitació de la veu.

## Exemples de veus
FakeYou compta amb més de 3000 veus de personatges de ficció o celebritats que l’usuari pot fer servir perquè reprodueixi el text redactat. Aquestes són algunes de les més famoses:
| - Barack Obama - Joe Biden - Elon Musk - Reina Elizabeth II - Tom Cruise - Joe Pesci - Darth Vader - Yoda - Walter White - Rick Sánchez | - Bob Esponja - Auronplay - Ibai Llanos - Luisito Comunica - Lord Farquaad (Shrek, John Lithgow) - Hammy (Over the Hedge, Steve Carell) - RJ (Over the Hedge, Bruce Willis) - Verne (Over the Hedge, Garry Shandling) - Slinky Dog (Blake Clark) |

## Aplicacions
FakeYou és una eina molt útil, sobretot, per a empreses que necessiten crear contingut d’àudio en diversos idiomes i amb diferents tipus de veus.
També és ideal per a gent que no sap o no pot llegir; únicament ha d’escriure el text i, gràcies a la narració, ho podrà escoltar i comprendre.
Molts creadors de contingut a plataformes de Streaming com Twitch han vist en aquesta web una oportunitat per millorar el seu contingut. Aquests streamers han d’estar pendents del videojoc que juguen i, com el xat interactua amb ells i els envien missatges, no poden llegir-los i jugar alhora. Fan servir aquest tipus de “narradors” amb l’objectiu que narrin allò que la gent del xat escriu. D’aquesta forma, els streamers poden estar pendents del videojoc i de la seva audiència alhora.
Un recent treball de la Universitat de Pomona, EUA, realitzat per Noah Renella i Marcus Eger, ha proposat la idea de combinar Chat GPT i FakeYou per tal de proporcionar un comentarista automàtic als streams del videojoc League Of Legends. La IA Chat GPT genera textos en base a allò que passa al videojoc i al què diuen els espectadors del xat i FakeYou, mitjançant TTS, genera la veu narradora imitant veus de personatges icònics de la cultura pop com Rick Sánchez.